# Fernando del Solar
No confundir con el conductor de televisión argentinomexicano Fernando del Solar
Fernando del Solar (Trujillo, 27 de abril de 1977) es un exfutbolista peruano. Jugaba de centrocampista. Tiene 47 años.

## Trayectoria
Nació el 27 de abril de 1977 en la ciudad de Trujillo, al norte del Perú. Es hijo de don José del Solar Santander y doña Carmela Álvarez-Calderón Meléndez. De niño vivió en la ciudad de Chimbote, con sus 4 hermanos (José Guillermo, Alexandra, Claudia y Alfonso). Del Solar inició su carrera como futbolista en las divisiones menores de Universitario de Deportes.

## Selección nacional
Fue internacional con la selección de fútbol del Perú en las categorías sub-17, sub-20, sub-23 y en la selección mayor.

## Clubes
| Club                      | País | Año         |
| ------------------------- | ---- | ----------- |
| Universitario de Deportes | Perú | 1995 - 1996 |
| José Gálvez FBC           | Perú | 1997        |
| Universitario de Deportes | Perú | 1998 - 2004 |
| Universidad San Martín    | Perú | 2005 - 2010 |
| FBC Melgar                | Perú | 2011        |
| Universidad César Vallejo | Perú | 2012 - 2013 |

## Palmarés

### Campeonatos nacionales
| Título                    | Club                      | País | Año  |
| ------------------------- | ------------------------- | ---- | ---- |
| Primera División del Perú | Universitario de Deportes | Perú | 1998 |
| Primera División del Perú | Universitario de Deportes | Perú | 1999 |
| Primera División del Perú | Universitario de Deportes | Perú | 2000 |
| Primera División del Perú | Universidad de San Martín | Perú | 2007 |
| Primera División del Perú | Universidad de San Martín | Perú | 2008 |
| Primera División del Perú | Universidad de San Martín | Perú | 2010 |